# Omul Black-Hole
„Omul Black-Hole” („The Hole Man ”) este o povestire science-fiction a scriitorului american Larry Niven. A câștigat premiul Hugo pentru cea mai bună povestire în 1975. A fost tradusă în limba română de Mihai-Dan Pavelescu și publicată în revista String numărul 3 din 1991. 

## Rezumat
În această povestire, o echipă de exploratori și oameni de știință de pe Marte descoperă o bază extraterestră, în care există un dispozitiv de comunicare încă funcțional. Un om de știință consideră că în centrul dispozitivului se află o mică gaură neagră, dar superiorul său nu-l crede. În timpul unui dialog mai aprins cu superiorul său, savantul oprește câmpul de izolare, eliberând astfel gaura neagră. Gaura neagră trece prin superiorul său, ucigându-l în timp ce cade spre centrul planetei. La sfârșitul lucrării, se dezvăluie că eliberarea găurii negre din câmpul de izolare ar putea pune în pericol exploratorii în timp ce aceasta consumă planeta Marte. 